# شاپرک‌های پشمالو
شاپرک‌های پشمالو (نام علمی: Lasiocampidae) نام یک تیره از زیرراسته پیچ‌زبانان است.